# Michal Prokop
Michal Prokop (Praga, 1º aprile 1981) è un ex mountain biker e ciclista di BMX ceco, specializzato nel four-cross.

## Carriera
Prokop ha iniziato a correre in BMX sin dall'età di 5 anni, passando alla mountain bike nel 1997. È stato campione del mondo di four-cross nel 2003 e nel 2006, oltre ad aver vinto per due volte la coppa del mondo, nel 2004 e nel 2006.
Nel 2005 ai campionati del mondo di Livigno ha subìto un grave infortunio mentre era in testa nella semifinale del four-cross, fratturandosi tibia e perone di una gamba. Nell'inverno successivo, per tornare in sella in modo graduale, si è avvicinato alla pista, entrando nella selezione nazionale ceca e partecipando nell'inseguimento a squadre ai campionati del mondo. Negli anni seguenti all'infortunio è tornato ai massimi livelli anche nel BMX, partecipando ai Giochi olimpici di Pechino 2008.

## Palmarès

### MTB
- 2003

Campionati europei, Four-cross
Campionati del mondo, Four-cross (Lugano)
- 2004

3ª prova Coppa del mondo, Four-cross (Mont-Sainte-Anne)
4ª prova Coppa del mondo, Four-cross (Calgary)
5ª prova Coppa del mondo, Four-cross (Livigno)
Classifica finale Coppa del mondo, Four-cross
Campionati europei, Four-cross
- 2005

1ª prova Coppa del mondo, Four-cross (Vigo)
4ª prova Coppa del mondo, Four-cross (Mont-Sainte-Anne)
7ª prova Coppa del mondo, Four-cross (Pila)
- 2006

1ª prova Coppa del mondo, Four-cross (Vigo)
2ª prova Coppa del mondo, Four-cross (Fort William)
4ª prova Coppa del mondo, Four-cross (Mont-Sainte-Anne)
5ª prova Coppa del mondo, Four-cross (Balneário Camboriú)
Classifica finale Coppa del mondo, Four-cross
Campionati del mondo, Four-cross (Rotorua)
- 2007

Campionati cechi, Four-cross (Praga)
- 2009

Campionati europei, Four-cross
- 2010

2ª prova Euro Four Cross Series, Four-cross (Szczawno Zdrój)
4ª prova Euro Four Cross Series, Four-cross (Harthill)
- 2011

Campionati del mondo, Four-cross
- 2012

prova Four Cross Pro Tour, Four-cross (Fort William)

## Piazzamenti

### Competizioni mondiali
- Campionati del mondo di mountain bike

Vail 2001 - Dual slalom: 23º
Kaprun 2002 - Four-cross: 4º
Lugano 2003 - Four-cross: vincitore
Les Gets 2004 - Four-cross: 3º
Livigno 2005 - Four-cross: 25º
Rotorua 2006 - Four-cross: vincitore
Fort William 2007 - Four-cross: 25º
Val di Sole 2008 - Four-cross: non partito
Canberra 2009 - Four-cross: 24º
Mont-Sainte-Anne 2010 - Four-cross: 3º
Champéry 2011 - Four-cross: vincitore
Leogang 2012 - Four-cross: 5º
- Coppa del mondo di mountain bike

2001 - Dual slalom: 9º
2002 - Four-cross: 6º
2003 - Four-cross: 2º
2004 - Four-cross: vincitore
2005 - Four-cross: 2º
2006 - Four-cross: vincitore
2007 - Four-cross: 2º
2009 - Four-cross: 6º
2010 - Four-cross: 4º
2011 - Four-cross: 5º
- Campionati del mondo di BMX

Melbourne 1998 - Cruiser Junior: 3º
Vallet 1999 - Cruiser Junior: 2º
Paulinia 2002 - Cruiser Elite: 3º
Perth 2003 - Cruiser Elite: 2º
San Paolo 2006 - BMX: 4º
- Coppa del mondo di BMX

2003: 3º
2004: 3º
2006: 2º
2007: 5º
2008: 10º
2010: 26º
- Giochi olimpici

Pechino 2008 - BMX: quarti di finale